# Popoff (ketch)
Pour les articles homonymes, voir Popoff.
Popoff est un ketch aurique français, à coque bois, construit en 1946, au chantier naval Vernazza de La Rochelle. Il appartient actuellement à l'association Mer et Marine.
Son immatriculation est CC 227210 (quartier maritime de Concarneau).

## Historique

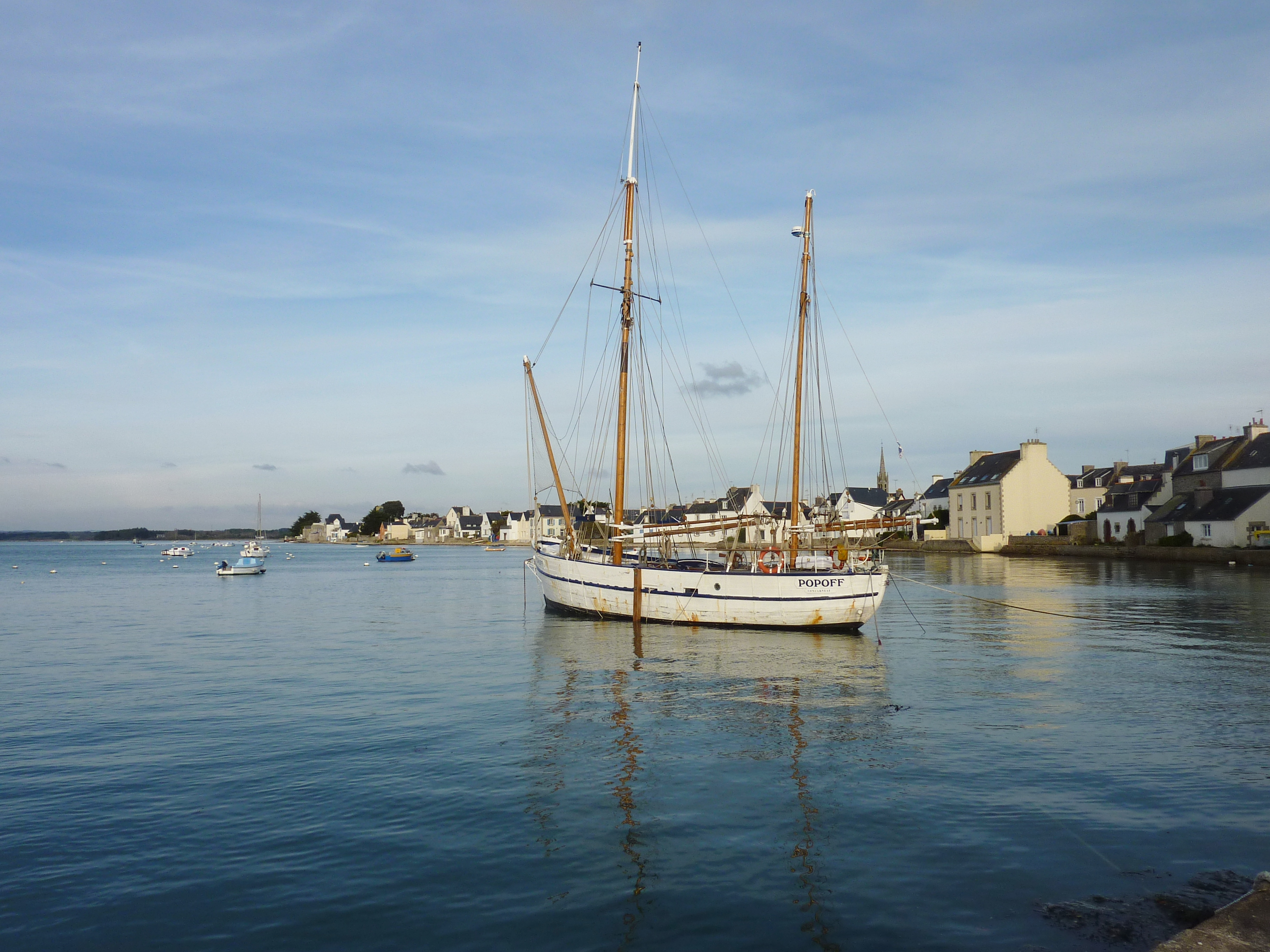
Le Popoff dans le port de l'Île-Tudy

C'est un ancien chalutier à la voile travaillant dans le golfe de Gascogne sous le nom de Sirocco. Son architecture est caractéristique des navires des chantiers Vernazza de La Rochelle, en particulier la forme « hollandaise » de l’arrière.
Désarmé à la pêche en 1975, il est récupéré en mauvais état en 1979 par Bob Escoffier qui met 6 ans à le restaurer et le rebaptise Popoff, surnom de guerre de son père, qui fit partie du commando Ponchardier pendant la Guerre d'Indochine. Ce sera le premier bateau de sa flotte "Étoile Marine Croisières". Il est alors aménagé pour accueillir des passagers avec six cabines doubles dont deux superposées.

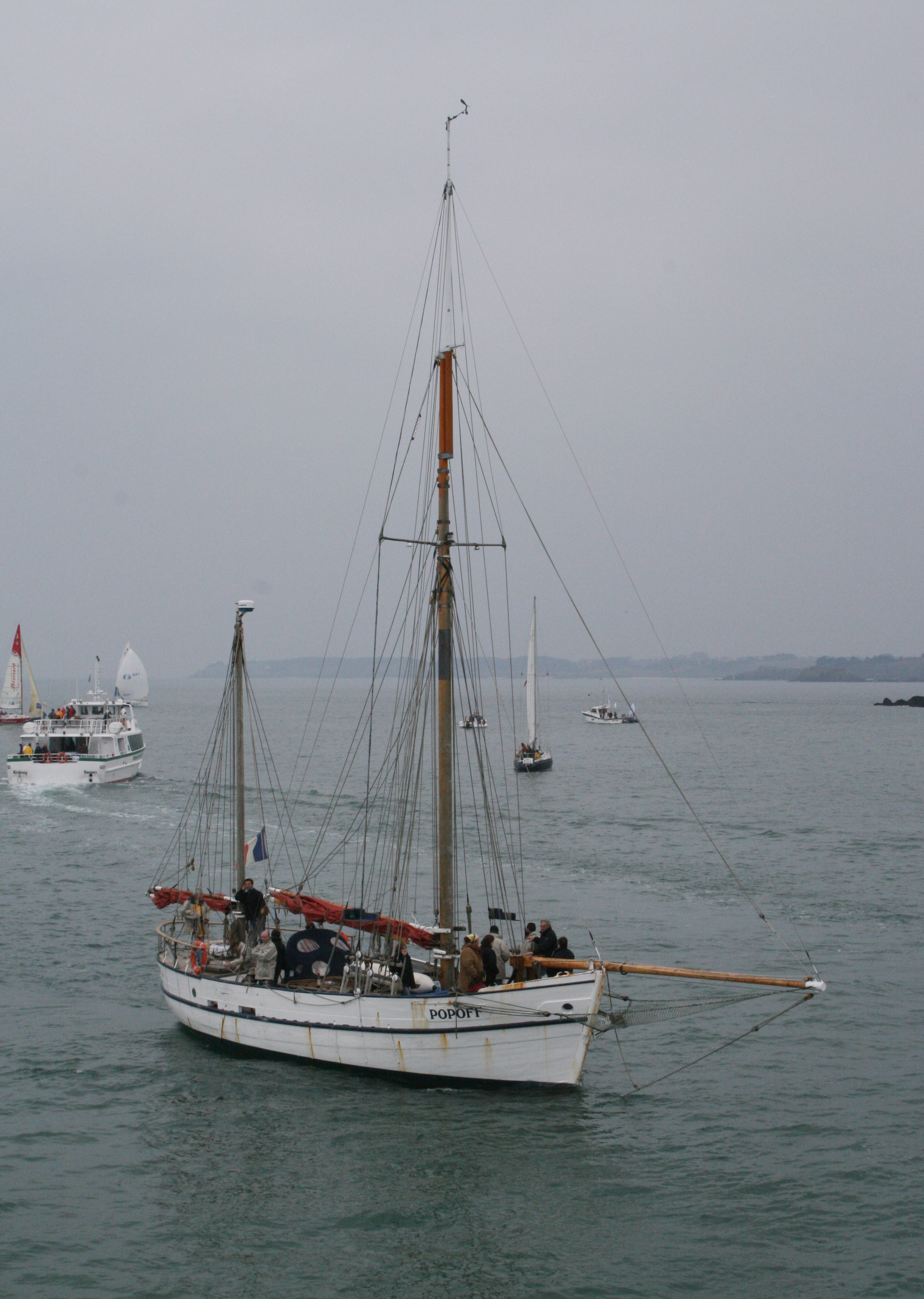
Le Popoff à Belle-Île-en-Mer

En 2003, un passionné le rachète à la société de croisières du skipper malouin. Il en confie, en 2007, l'exploitation à l'association Gouelia de Quimper qui propose des sorties en mer pour 15 passagers et des croisières pour neuf passagers sur plusieurs jours à destination des îles Glénan, Groix, Ouessant et Molène, Yeu…
Cette association déposera son bilan le 22 février 2011 et le navire sera racheté au mois de juin 2011 à son propriétaire par l'association Mer&Marine de Sainte-Marine dans le Finistère sud.
En 2012, cette association, en partenariat avec Nautisme en Bretagne et Nautisme en Finistère, a finalisé une remise aux normes des infrastructures du navire, conformément aux préconisations des services de sécurité des affaires maritimes. Popoff continue donc de naviguer au départ de Concarneau vers l'archipel des Glénan ainsi que Belle île, Groix, Sein, Molène et Ouessant. Il est confié, d'avril au mois d'octobre, à un équipage professionnel qui organise des croisières au départ de tout port de Bretagne Sud, à destination de toutes îles ou rivières bretonnes.

## La fin du Popoff?
Depuis septembre 2020, date à laquelle il a partiellement coulé, il poursuit une lente dégradation sur un quai du port de Concarneau ; l'association propriétaire n'a pas les moyens d'engager les coûteux travaux de restauration indispensables (qui dépasseraient les 200 000 €). « Soit on trouve un repreneur, soit on va vers la destruction », affirme en octobre 2021 Jean-Pierre Laz, président de l'association « Mer et Marine ».
En novembre 2021, Bob Escoffier, à l'origine de la renaissance du bateau dans la décennie 1980, constate qu'il n'est plus en état de naviguer, mais déclare chercher une solution pour éviter sa démolition.
Racheté par Bob Escoffier, le Popoff deviendra une chambre d'hôtes à Terre.